# Oliver Sykes
Oliver „Oli” Scott Sykes (ur. 20 listopada 1986 w Ashford) – angielski wokalista metalcore'owy, współtwórca grupy Bring Me the Horizon.
Oliver Sykes urodził się w Ashford. We wczesnym dzieciństwie wyjechał z rodzicami, Ianem i Carol Sykesami, do Australii. W wieku 8 lat ponownie wrócił do Stockbridge w Sheffield. Jako nastolatek uczęszczał do Stocksbridge High School, tego samego liceum, w którym uczyli się Alex Turner, Andy Nicholson, Matt Helders i Nick O’Malley z zespołu Arctic Monkeys. Sykes był w klasie niżej niż Turner i Helders.
Sykes stwierdził, że lubił przedmioty takie jak angielski i plastyka, ale nie był zainteresowany nauką matematyki i przedmiotów ścisłych. W 2003 roku zaczął nagrywać krótkie utwory pod nazwą Quakebeat. Grał również w innych zespołach, w tym hip-hopowym zespole „Womb 2 Da Tomb” z innym członkiem Bring Me the Horizon, Mattem Nichollsem i swoim bratem Tomem Sykesem. Był także perkusistą i wokalistą w metalowym zespole „Purple Curto” założonym wraz ze swoim kolegą ze szkoły Neilem Whiteleyem. Przyjął pseudonim „Olisaurus”, które później wykorzystał do swoich solowych materiałów. Od 12 lipca 2015 jest żonaty z modelką i tatuażystką - Hannah Snowdon. W niespełna rok od ślubu rozstali się. W lipcu 2017 roku wziął ślub z Alissą Salls. W maju 2025 para ogłosiła, iż spodziewają się bliźniąt.
Przed festiwalem Download 2014 został zorganizowany wywiad z Sykesem oraz Chesterem Benningtonem (Linkin Park). Sykes przyznał, że dzielenie sceny z Linkin Park jest jego dziecięcym marzeniem i to ten zespół spowodował, że zaczął interesować się tworzeniem muzyki.
Jest twórcą linii ubrań i dodatków „Drop Dead Clothing”. Sklep działa przede wszystkim przez internet, lecz ma również swoją siedzibę w Sheffield oraz Londynie.